# Anne-Grete Strøm-Erichsen
Anne-Grete Hjelle Strøm-Erichsen (Bergen, 21 ottobre 1949) è una politica norvegese, membro del Partito Laburista.

## Biografia
Strøm-Erichsen ha studiato ingegneria presso il Bergen University College nel 1974. Ha poi studiato alla South Dakota School of Mines Technology negli Stati Uniti fino al 1981 e ha lavorato presso l'Università di Bergen fino al 1984.
Nel 2020 è stata eletta presidente del think tank Tankesmien Agenda.

## Carriera politica
Strøm-Erichsen è stata sindaca di Bergen dal 1999 al 2000 e ne ha presieduto il consiglio comunale dal 2000 al 2003.
Nel 2005 venne eletta al parlamento norvegese, ma tuttavia a ottobre dello stesso anno si dimise, perché era stata nominata Ministro della Difesa nel governo guidato da Jens Stoltenberg. Dopo le elezioni parlamentari norvegesi del 2009 venne nominata ministro della Sanità, ruolo che ricoprì fino al 2012, quando venne rinominata ministero della difesa.
Ha deciso di non candidarsi alle elezioni parlamentari norvegesi del 2013.